# (1751) Herget
(1751) Herget ist ein Hauptgürtelasteroid. Er wurde am 27. Juli 1955 am Goethe-Link-Observatorium bei Brooklyn (Indiana) im Rahmen des Indiana Asteroid Program der Indiana University entdeckt.
Er wurde nach Paul Herget benannt, einem amerikanischen Astronomen und Gründer des Minor Planet Centers.
Siehe auch: Liste der Asteroiden